# Station Frogner
Station Frogner is een station in Frogner in fylke Viken  in  Noorwegen. Het behoort tot de oorspronkelijke stations langs Hovedbanen, en dateert dan ook uit 1854. 
Frogner wordt bediend door lijn L13, de stoptrein die rijdt tussen Drammen en Dal.